# Parafia św. Józefa Robotnika w Janowicach
Parafia pod wezwaniem Świętego Józefa Robotnika w Janowicach – parafia rzymskokatolicka znajdująca się w Janowicach. Należy do dekanatu Wilamowice diecezji bielsko-żywieckiej.
Erygowana w 1983.